# Thai League 1
De Thai League 1 (Thai : ไทยลีก 1) is de hoogste voetbaldivisie van Thailand.
In de hoogste divisie spelen 16 clubs. De teams die degraderen gaan naar de 2de klasse van Thailand, de Thai League 2.

## Geschiedenis
Voor de Thai League was de hoogste voetbalklasse de Kor Royal Cup (Thai: ถ้วย ก.). Dit was een jaarlijks toernooi met achttien teams dat werd gehouden van 1916 tot 1995.
De Thai League had oorspronkelijk tien tot twaalf clubs. In 2007 werden er dat zestien en in 2009 werd beslist dat de hoogste klasse voortaan uit achttien clubs zou bestaan. Op het einde van elk seizoen worden de drie laatste clubs in de stand gedegradeerd tot de Thai League 2.
In 2007 werd het provinciaal voetbal van Thailand ook gekoppeld aan het nationaal voetbal. Chonburi had de primeur om als eerste provinciale ploeg kampioen te spelen. Deze titel werd gevierd in 2007.

## Kampioenschappen
- 1996-1997: Bangkok Bank
- 1997: Royal Thai Air Force
- 1998: Sinthana
- 1999: Royal Thai Air Force
- 2000: BEC Tero Sasana
- 2001–02: BEC Tero Sasana
- 2002–03: Krung Thai Bank
- 2003–04: Krung Thai Bank
- 2004–05: Tobacco Monopoly
- 2006: Bangkok University
- 2007: Chonburi
- 2008: PEA
- 2009: Muang Thong United
- 2010: Muang Thong United
- 2011: PEA
- 2012: Muangthong United
- 2013: Buriram United
- 2014: Buriram United
- 2015: Buriram United
- 2016: Muangthong United
- 2017: Buriram United
- 2018: Buriram United
- 2019: Chiangrai United
- 2020–21: BG Pathum United
- 2021–22: Buriram United
- 2022–23: Buriram United
- 2023–24: Buriram United
- 2024–25: Buriram United

## Landskampioenen
| Club              | Titels | Club                      | Titels |
| ----------------- | ------ | ------------------------- | ------ |
| Buriram United    | 10     | Bangkok United            | 1      |
| Muangthong United | 4      | Sinthana                  | 1      |
| Air Force United  | 2      | Chonburi                  | 1      |
| Police Tero       | 2      | Thailand Tobacco Monopoly | 1      |
| Krung Thai Bank   | 2      | Chiangrai United          | 1      |
| Bangkok Bank      | 1      | BG Pathum United          | 1      |

Bangkok United FC ·
BG Pathum United ·
Buriram United ·
Chiangrai United ·
KhonKaen United ·
Lamphun Warriors FC ·
Muangthong United ·
Nakhon Pathom United ·
Nakhon Ratchasima FC ·
Nongbua Pitchaya FC ·
Port FC · 
PT Prachuap FC ·
Ratchaburi FC ·
Sukhothai FC ·
Rayong FC ·
Uthai Thani FC ·